# Manta (ort i Colombia, Cundinamarca, lat 5,01, long -73,54)
Manta är en ort i Colombia.   Den ligger i departementet Cundinamarca, i den centrala delen av landet, 70 km nordost om huvudstaden Bogotá. Manta ligger 1 920 meter över havet och antalet invånare är 1 410.
Terrängen runt Manta är varierad. Runt Manta är det ganska tätbefolkat, med 86 invånare per kvadratkilometer. Närmaste större samhälle är Guateque, 7,6 km öster om Manta. I omgivningarna runt Manta växer i huvudsak städsegrön lövskog.